# Kick In (pel·lícula de 1922)
Kick In és una pel·lícula de drama criminal nord-americana de 1922 produïda per Famous Players-Lasky, distribuïda per Paramount Pictures i protagonitzada per Betty Compson i Bert Lytell. La pel·lícula va ser dirigida per George Fitzmaurice, que anteriorment va dirigir una versió cinematogràfica de 1917 de la història. Ambdues pel·lícules es basen en l'obra de Willard Mack de 1913 que es va produir a Broadway el 1914 protagonitzada per John Barrymore. El repartiment de suport compta amb Charles Ogle, que havia interpretat la primera pantalla el monstre de Frankenstein a la versió original de 1910 de Frankenstein.

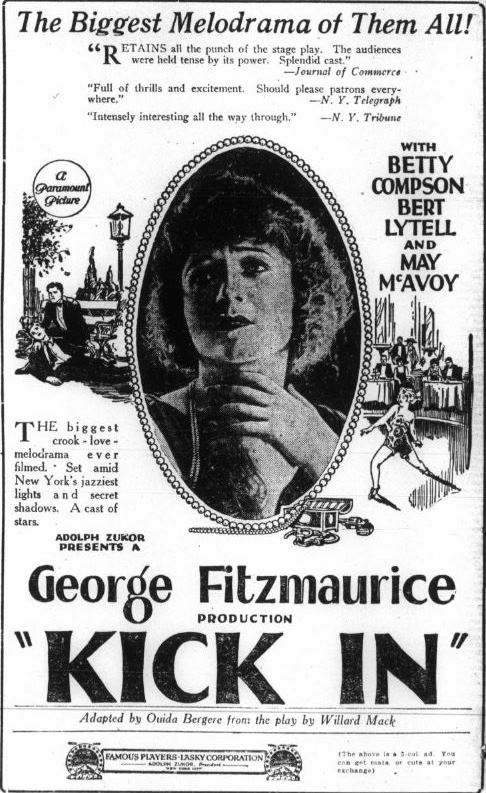
Cartell promocional de la pel·lícula

Es va produir una versió de pel·lícula sonora de 1931 amb Clara Bow interpretant a Molly.

## Argument
Tal com es descriu en una publicació cinematogràfica, Chick Hewes (Lytell) decideix anar pel bon camí després de ser alliberat de Sing Sing, i està ansiós per evitar que el seu germà petit Benny (Hughes) i la seva jove esposa segueixin una vida criminal. Chick aconsegueix feina, però la perd quan és perseguit per la policia. Jerry (Agnew), el fill del fiscal de districte Brandon (Miltern), mentre condueix amb la seva germana atropella i mata un nen als barris marginals, i la policia el deixa anar. Chick promet veure que es fa l'expiació. Amb la intenció de trencar la caixa forta de Brandon, Chick arriba a la residència mentre hi ha una festa salvatge. La dona de Brandon viatja de manera ràpida, per a disgust de la seva filla Molly (Compson), recentment tornada de l'escola del seu convent. Jimmy Monahan (Prouty), un polític, té ulls per a Molly, provocant gelos a la ballarina Frou Frou (Clifford). En Jerry necessita una mica de diners, així que obre la caixa forta del seu pare i en Chick veu que el jove se'n porta diners i gemmes. Jerry està apuntant Chick amb la seva pistola quan apareix la Molly, i en Chick li explica què ha passat. Jerry truca a la policia, però en Chick s'amaga. Chick veu que Frou Frou dispara a Jimmy amb un atac de ràbia gelosa, i Chick l'agafa fins que arriba la policia. Jerry intenta implicar en Chick posant el botí a la butxaca, però la Molly ho veu i denuncia el seu germà. John Stephens (Ogle), un fuster de l'Oest, ofereix a Chick una feina. Aleshores, Chick troba que el seu germà Benny ha estat disparat a l'habitació del costat. Benny havia vingut a robar. Chick fa que la colla tregui el cos. El detectiu Fogarty (Long) intenta arrestar en Chick, però la Molly ho explica tot al seu pare, que ordena que l'alliberi. Chick es dirigeix cap a l'oest i es casa amb la Molly.

## Repartiment
- Betty Compson com Molly Brandon
- Bert Lytell com Chick Hewes
- May McAvoy com Myrtle
- Gareth Hughes com Benny
- Robert Agnew com Jerry Brandon

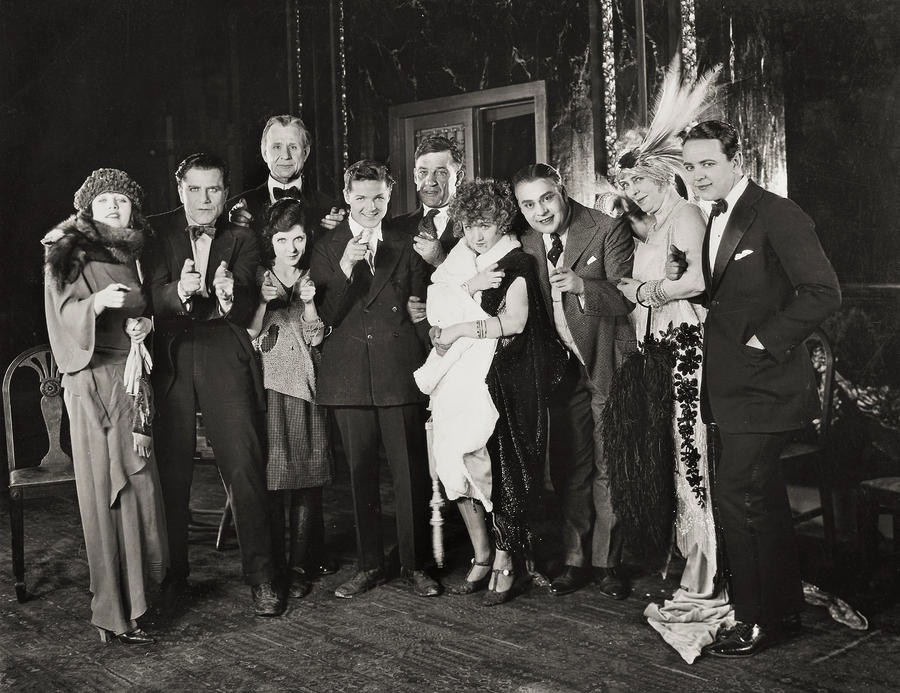
El repartiment, des de l'esquerra: Betty Compson, Bert Lytell, Charles Ogle, May McAvoy, Gareth Hughes, Walter Long, Kathleen Clifford, Jed Prouty, Mayme Kelso i Robert Agnew

- John Miltern com el fiscal de districte Brandon
- Charles A. Stevenson com Hansom (the Yegg)
- Jed Prouty com Jimmy Monahan
- Charles Ogle com John Stephens
- Kathleen Clifford com Frou Frou
- Mayme Kelso
- Walter Long com Whip Fogarty
- Carlton S. King com Diggs Murphy

## Estat de conservació
Després de considerar-se una pel·lícula perduda durant dècades, una còpia d'aquesta pel·lícula va ser descoberta a l'arxiu Gosfilmofond de Moscou. Es va regalar una còpia restaurada a la Biblioteca del Congrés dels Estats Units el 2010.

## Influència
La revista de cinema japonesa Kinema Junpō (21 de novembre de 1927) suggereix que la primera pel·lícula de Yasujirō Ozu com a director, Zange no yaiba es basa tant en Kick In com en Les Misérables (dirigida per Frank Lloyd, 1918) pel seu tema bàsic, el de un excondemnat que intenta anar pel camí recte però que les circumstàncies li ho impedeixen. Zange no yaiba (ara considerada una pel·lícula perduda) va ser un encàrrec de l'estudi que a Ozu no li va agradar gaire.

## Enllçoa externs
- Kick In a TCM Movie Database (anglès)